# Pegomya tridens
Pegomya tridens este o specie de muște din genul Pegomya, familia Anthomyiidae. A fost descrisă pentru prima dată de Jacques-Marie-Frangile Bigot în anul 1885.
Este endemică în Franța. Conform Catalogue of Life specia Pegomya tridens nu are subspecii cunoscute.